# Filip & Mathilde
Filip & Mathilde (voordien Albert en Co en Filip van België) is een Vlaamse vedettestrip voor de jeugd en wordt getekend en geschreven door Charel Cambré. De reeks kende zijn begin in 2008. De stripreeks wordt uitgegeven door Ballon Media. De strip wordt voorgepubliceerd in het weekblad de Story.

## Inhoud
De reeks vertelt elk 1 pagina gags in 48 pagina's per album rond het Belgisch koningshuis. Albert, Filip en Laurent zijn de meest voorkomende personages die vele blunders en grappen veroorzaken.

## Albums

### Albert & Co (2008-2013)
De strip wordt uitgegeven door Glénat.
| Nr. | Titel                         | Eerste druk |
| --- | ----------------------------- | ----------- |
| 1   | Albert en Co                  | 2008        |
| 2   | Op reis naar Oostende!        | 2009        |
| 3   | Eendracht maakt macht!        | 2010        |
| 4   | De koning spreekt             | 2011        |
| 5   | Tijd om te kiezen!            | 2012        |
| 6   | Mijn laatste jaar op de troon | 2013        |

### Filip van België (2014-2015)
Sinds de troonwisseling in 2013 wijzigde de reekstitel in Filip van België. De strip wordt uitgegeven door uitgeverij Strip2000.
| Nr. | Titel                | Eerste druk |
| --- | -------------------- | ----------- |
| 1   | Waar is dat feestje? | 2014        |
| 2   | Frituur Belgique     | 2015        |

### Filip & Mathilde (2016-heden)
Wegens een overstap naar een andere uitgeverij werd de naam van de reeks gewijzigd in Filip & Mathilde. De eerste vier albums werden uitgegeven door Ballon Media (als partner van Glénat). Vanaf het vijfde album wordt de strip uitgegeven door INdruk.
| Nr. | Titel                 | Eerste druk |
| --- | --------------------- | ----------- |
| 1   | Cirque royal          | 2016        |
| 2   | Tournée générale      | 2017        |
| 3   | Drache nationale      | 2018        |
| 4   | Femme fatale          | 2019        |
| 5   | Het nieuwe abnormaal  | 2020        |
| 6   | Redder des vaderlands | 2021        |
| 7   | Royal Flosh           | 2023        |
| 8   | Kop omhoog            | 2024        |

## Trivia
- In het album "Waar is dat feestje" zien we Fabiola in de rol van de kwade koningin van Onderland en op een kartonnen doos is het aapje Choco afgebeeld. Dit zijn verwijzingen naar de stripreeks van Jommeke.